# Гравець другої бази

Позиція гравця другої бази

Друга база або 2Б — одна з чотирьох баз, яка розташована в бейсбольному прямокутнику. Гравець другої бази — це  гравець захисту, який розташовується на позиції другої бази. 

## Ігрові якості
Гравець другої бази має дуже швидко пересуватись по обидві сторони від своєї позиції, а також володіти великою спритністю для виконання швидкого і сильного кидку із будь-якого положення. Крім того, гравець повинен мати міцну руку, що дуже важливо для здійснення дабл-плей (подвійного ауту).Проте, також дуже важливе вміння, зловивши м'яч, швидко передати його партнерам рухом передпліччя і кисті в таких ситуаціях, коли немає часу зібратися і нормально зробити кидок.
Вправність і спритність в захисті другої бази, яка носить наступальний характер, швидкість реакції при виборі типу повороту, необхідного для здійснення подвійного аута, — два основні якості, якими має бути наділений гравець цієї позиції. Кмітливість, яка необхідна для того, щоб розгадати будь-який ігровий епізод заздалегідь, а також при виконанні сполучних кидків і прийомі коротких ударів флай в зону за першою або другою базою, доповнюють вимоги до гравця другої бази.

## Розташування
Розташуання гравця другої бази в основному залежить від якостей бетерів команди суперника. Досвідчені гравців володіють сильним ривком для приому ролінгів, тому що вони заздалегідь знають про тип подачі пітчера та ігрові якості бетера. Проте гравець не повинен дуже швидко пересуватись, змінюючи свою позицію відповідно знакам пітчера, щоб не розкрити подачу.
Гравець другої бази має прибирати низьку позу, дещо розслаблену, яка йому зручна і дозволяє надійно контролювати положення корпусу, щоб при небхідності можна було зробити швидкий ривок в різному напрямку. Ступні слід ставити паралельно одна одній, приблизно на ширені плечей, носки трохи в середину, щоб полегшити бокові рухи; руки лежать на колінах до самого моменту подачі, а потім розслаблено опускаються між ногами; корпус нахилений вперед. Коли виконується подача, гравець робить 1-2 кроки вперед, щоб уникнути зосередження ваги тіла на п'ятах в момент удару битою. Коліна мають бути зігнутими, а вага тіла переміщена на ступні. Якщо треба рухатись в сторони, то гравець виконує поворот корпусу або крок довкола, а руки тримає притиснутими до тулуба. Коли ж з цієї пози гравець прямує на м'яч, то поступово він випрямляє тулуб до положення, зручного для бігу.
Якщо на базах немає ранерів, то розташування гравця другої бази визначається силою його кидку і швидкістю бетера, наміром бетера зробити удар в певне місце поля, а також станом бейсбольного майданчика. При одному ранері на першій базі або при наявності менш ніж двох аутів, гравець другої бази розташовується на 4-5 кроків ближче до домашньої бази і на 2-3 кроки ближче до другої бази ніж звичайно. 
При наявності ранера на другій базі або ранерів на першій і на другій базі одночасно, гравець другої бази слідкує за ранером на першій базі, обмінюючись знаками з пітчером, щоб бути готовим у випадку підставки здійснити аут на першій базі. Також він займає позицію для здійснення дабл-плей (подвійного ауту), якщо шанси на підставку мінімальні. Якщо бетер шульга, гравець другої бази підходить на декілька кроків до першої бази і на 1 метр глибше в інфілд в порівнянні із звичайним розташуванням. Якщо бетер правша, який може відбити м'яч в передбачену подачою зону, гравець займає позицію ближче до бази, трохи висунувшись вперед.

## Прийом ударуролінг
Гарний гравець другої бази має завжди передбачити те, що може зробити супротивник-бетер. Орієнтуючись по знакам кетчера і слідкуючи за подачою (особливо в момент контакту бити з м'ячем), гравець може правильно реагувати на удар і заздалегідь вгадувати його напрямок удару по куту стикання бити з м'ячем. В основному гравець другої бази повинен висуватися вперед на зустріч ролінгу, за винятком тих випадків, коли удар дуже сильний і різкий. Тоді, орієнтуючись на час, йому слід очікувати, коли підлетить м'яч.
Основною причиною виходу на зустріч м'ячу є намагання не тільки випередити за часом бетера, який біжить на базу, але й координувати кроки для прийому м'яча на зручному відскоці. М'яч ловлять, не витягуючи кисті вперед перед корпусом, тримаючи їх розкритими і розслабленими, щоб не чинити опору м'ячу. Тобто, прийом м'яча здійснюється «м'якими» руками, відводячи їх назад, коли м'яч починає потрапляти в рукавицю. В момент прийому м'яча спина і коліна бейсболіста повинні бути зігнутими, а голова нерухома: погляд слідкує за м'ячем.
При сильних ролінгах, що летять прямо перед ним, гравець другої бази ловить м'яч в своїй звичайній позі і робить короткий крок лівою ногою, щоб здійснити боковий кидок на першу базу. При сильних ударах вбік, він має зігнутися, з'єднавши п'яти, а в окремих випадках навіть опуститись на коліно, щоб спочатку заблокувати м'яч, оскільки, як правило, завжди залишається час для того, щоб вивести в аут бетера, який біжить на першу базу.
При ударах вправо гравець другої бази намагається встати напроти м'яча. Якщо це не вдається, він намагається зловити м'яч, підставляючи зворотну сторону рукавиці і переносячи вагу тіла на праву ногу. Потім він розвертається і виконує кидок. При ударах вліво гравець другої бази намагається зловити м'яч, виконуючи в продовженні кроку поворот корпусу на правій нозі, щоб кинути м'яч на першу базу. В такій ситуації, необхідно підказати гравцю першої бази, щоб він не виходив на прийом м'яча і негайно повертався на подушку, щоб прийняти кидок.
Повільні ролінги приймають швидким кидком вперед, щоб підібрати м'яч і здійснити кидок із-під руки, в той час як корпус повертається у вихідний стан. Кидок роблять з того місця, де був зловлений м'яч; при цьому погляд не відривається від м'яч до тих пір, поки він не опиниться в середині рукавиці. М'яч, як правило, ловлять, виставляючи вперед ліву ногу і використовуючи обидів руки, а потім робиться крок правою ногою, щоб здійснити кидок. В деяких випадках м'яч доводиться ловити одною рукою і виконувати кидок при повній втраті рівноваги. В тих випадках, коли м'яч зупиняється, може бути ефективним його прийом без рукавиці, який здійснюється приблизно на тому ж рівні з лівою ногою і на одній лінії з правою. Кидок знизу виконується з повором корпусу; в цьому випадку м'яч направляють до задньої частини подушки першої бази — до тієї її сторони, яка розташована в напрямку правої зони аутфілду, так як імпульс гравця, котрий приймає м'яч в напрмку домашньої бази, може спричинити зміну напрямку польоту м'яча в бік доріжки ранера.

## Виконання кидка
Характеристики кидків, які виконує гравець другої бази відрізняються від характеристик кидків, виконаних іншими гравцями. Внаслідок ближчого розташування до першої бази, а також необхідності швидко звільнитися від м'яча застосовується в основаному кидок за допомогою зап'ястка. Він починається із того ж положення, в якому був зловлений м'яч. Хоча гравець може використовувати різні види кидку на коротку дистанцію, при довгих кидках він буде опиратися на праву ногу, щоб кинути поверх плеча для більшої точності і сили.
Самий важливий момент володіння м'ячем — тримати руки в розслабленому стані, щоб якомога швидше дістати м'яч із рукавиці. Під час виконання гравець може повертати м'яч в кисті, поки не знайде потрібний хват, хоча в деяких випадках йому доводиться кидати, не враховуючи цю деталь. М'яч тримають розсунутими вказівним і середнім пальцями вздовж поперечних швів (в найширшій його частині), підкладаючи великий палець точно знизу, щоб уникнути відхилення в польоті.
В більшості випадків, гравець виконує швидкий рух зап'ястком і передпліччям, таким чином передаючи м'ячу сильний імпульс. Для цього він відводить кидкову руку від корпусу і виконує кидок одним беззупинним рухом. Щоб надат кидку потрібну силу, гравець доповнбє його рухом корпусу в напрямок польоту м'яча. Гравець має зажди кидати м'яч ритмічно, не послаблюючи кидок, навіть якщо для його виконання не достатньо часу.

## Гравці другої бази вНаціональній залі слави бейсболу

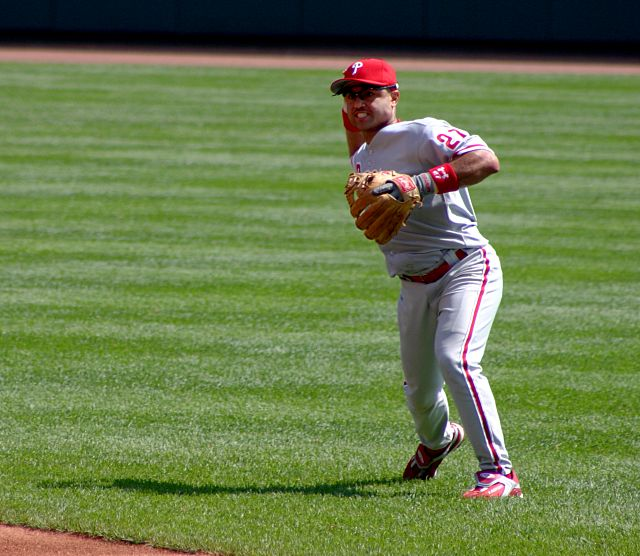
Гравець другої бази «Філліс» Пласідо Поланко (зараз Детройт Тайґерс) кидає м'яч своєму партнеру

Примітка: Рік введення до зали слави вказаний в дужках.
- Род Керью (1991)[3] *
- Едді Коллінс (1939)[4]
- Боббі Дуерр (1946)[5]
- Джонні Еверс (1956)[6]
- Неллі Фокс (1967)[7]
- Френкі Фріш (1947)[8]
- Чарлі Герінгер (1949)[9]
- Джо Гордон (2009)
- Френк Грант (2006)[10]
- Біллі Херман (1975)[11]
- Роджерс Хорнсбі (1942)[12]
- Нап Лажва (1937)[13]
- Тоні Ладзері (1991)[14]
- Білл Мазеровсі (2001)[15]
- Бід Макфі (2000)[16]
- Джо Морган (1990)[17]
- Джекі Робінсон (1962)[18] **
- Рйн Сендберг (2005)[19]
- Ред Шендінст (1989)[20]

  * Пізніше грав на першій базі.
** Почав кар'єру на першій базі, потім перейшов на другу базу.